# Warp zone

Une warp zone, terme anglais signifiant « zone de distorsion », est, dans les jeux vidéo, un lieu permettant de se déplacer dans un niveau ou entre plusieurs niveaux, à la façon d'un moyen de téléportation.
Une warp zone est aussi bien vue comme un moyen de reprendre le jeu à un point plus avancé (sans devoir tout refaire), comme un moyen permettant de choisir son niveau, ou comme une astuce permettant d'avancer plus rapidement et d'éviter un passage difficile.
Dans le moteur de jeu Unreal Engine, depuis sa version 2, une warp zone est un mécanisme de téléportation dans l'espace. La différence avec un téléporteur est que la distorsion n'est pas visible, graphiquement les deux zones sont jointes, bien que séparées dans l'espace.
Ce genre de lieu se retrouve dans la série Super Mario, introduit dès le premier épisode par Super Mario Bros. sous la forme de pièces secrètes qui contiennent des tuyaux qui peuvent transporter le joueur vers des niveaux ultérieurs. Selon Shigeru Miyamoto, co-créateur du jeu, la warp zone sert de sélecteur de difficulté, les joueurs expérimentés pouvant se rendre plus rapidement aux niveaux difficiles.